# دينيس آكدينس
دينيس آكدينس هو ممثل تركي وأسترالي، ولد في 16 مايو 1990 بملبورن في أستراليا.

## أعمال

### أفلام
- (2010) غدا
- (2014) أنا

### مسلسلات
- عملاء شيلد
- كان ياما كان

## وصلات خارجية
- دينيس آكدينس على موقع IMDb (الإنجليزية)
- دينيس آكدينس على موقع ألو سيني (الفرنسية)
- دينيس آكدينس على موقع أول موفي (الإنجليزية)
- دينيس آكدينس على موقع قاعدة بيانات الفيلم (الإنجليزية)
- دينيس آكدينس على موقع كينوبويسك (الروسية)